# Saison 2018-2019 de l'Avenir sportif Béziers
Maillots
Dernière mise à jour : 9 décembre 2018.
Chronologie
Saison précédente Saison suivante
La saison 2018-2019 de l'Avenir sportif Béziers est la première saison de l'histoire du club héraultais en championnat de France de deuxième division.
L'équipe est dirigée pour la quatrième saison consécutive par Mathieu Chabert, qui occupe le poste d'entraîneur depuis décembre 2015.
Cette nouvelle saison fait suite à une saison exceptionnelle, le club ayant terminé contre toute attente à la 2e place du championnat de France de National, synonyme de montée en Ligue 2.
Les Blaugranas participent également durant la saison aux deux coupes nationales que sont la Coupe de France où il se font sortir dès leur entrée en lice par le Canet Roussillon FC, une modeste équipe de National 3, et la Coupe de la ligue où il se font sortir aux tirs au but dès le premier tour par l'US Orléans.

## Avant saison

### Transferts
Le marché estival des transferts est marqué pour l'AS Béziers par plusieurs mouvements de joueurs. Au niveau des départs, Jérôme Heekeng, Kévin Colin, Ibrahim Sissoko et Florian Lapis quitte le club pour poursuivre leurs carrières. Si les deux premiers n'ont pas de destination précise, les deux autres rejoignent des clubs de Ligue 2, respectivement le FC Lorient et les Chamois niortais. Les biterrois voient également repartir lors de ce mois de juin, deux joueurs prêté lors de la saison précédente, Randi Goteni et Rayane Aabid. Le 30 juillet, c'est au tour de Brice Boufrizi de quitter le club pour retourner au FC Sète 34.
Au niveau des recrues, le club se montre rapidement actif puisqu'il fait signer Junior Etou, en provenance du Monts d'Or Azergues Foot, club de National 2, Alexandre Ramalingom, du Marignane Gignac FC, autre club de National 2, Ousmane Sidibé qui apporte son expérience de la Ligue 2 en provenance du Paris FC, Loïc Kouagba en provenance du FC Martigues, club de National 2 et Moustapha Bokoum en provenance du KAA La Gantoise. Le 18 juillet, le club héraultais annonce l'arrivée de l’international algérien Mehdi Mostefa en provenance du Paphos FC, avant de faire signer Faycal Rherras quelques semaines plus tard en provenance du KV Malines. À la fin du mois d'août, les dirigeants enrôlent Yan Marillat, le gardien de but du Nîmes Olympique devenu indésirable dans la capitale gardoise.

### Préparation d'avant-saison
Le club héraultais disputera trois matchs amicaux de haut niveau durant sa préparation contre l'AJ Auxerroise, le Nîmes Olympique et l'Olympique de Marseille.
Les bitérois entament leur apprentissage du niveau professionnel difficilement en s'inclinant un but à zéro respectivement face à l'AJ Auxerroise puis face au Nîmes Olympique, avant de réaliser un petit exploit contre l'Olympique de Marseille en s'imposant deux buts à un. Les biterrois retombent malheureusement dans leur travers en s'inclinant sur le score de deux buts à trois sur la pelouse du FC Sète, avant de réaliser une belle prestation lors de son dernier match amical face au Marignane Gignac FC se concluant sur un match nul, un but partout.

## Compétitions

### Championnat
La saison 2018-2019 de Ligue 2 est la quatre-vingtième édition du championnat de Ligue 2 (ou Division 2 jusqu'en 2002). La division oppose vingt clubs en une série de trente-huit rencontres. Deuxième niveau de la hiérarchie du football en France après la Ligue 1, le championnat oppose en matches aller-retour, vingt clubs professionnels, dont deux ou trois promus de National et deux ou trois relégués de Ligue 1. L'Avenir sportif Béziers évolue pour la première fois de son histoire en deuxième division.

#### Des débuts en dents de scie - Journées 1 à 5
Pour les cinq premières journées de championnat, les Blaugranas débutent en déplacement chez l'AS Nancy-Lorraine, avant de recevoir l'AC Ajaccien, puis d’enchaîner par un double déplacement chez l'ES Troyes AC et le Paris FC. Les biterrois enchaînent ensuite avec la réception du RC Lens, soit une quatrième équipe en cinq journées habituée à jouer à haut niveau.
Les blaugranas pour leur premier match professionnel réalisent un match plein en s'imposant deux buts à zéro sur la pelouse de l'AS Nancy-Lorraine grâce à Antoine Rabillard et Alexandre Ramalingom mais surtout aux deux passes décisives de Robin Taillan. Les hommes de Mathieu Chabert ont du mal à enchaîner lors de leur premier match à domicile et s'incline face à l'AC Ajaccien à la suite d'un but corse inscrit dès la 4e minute, mais se ressaisissent dès la journée suivante en s'imposant un but à zéro sur la pelouse de l'ES Troyes AC. Lors de leur deuxième match à l'extérieur d'affilée, les Biterrois ne rééditent pas l'exploit en s"inclinant un but à zéro sur la pelouse du Paris FC. Alors que les blaugranas devait jouer leur premier match professionnel dans un stade biterrois, les hautes instances du football hexagonal décident de reporter la rencontre face au RC Lens à cause du mauvais état de la pelouse due à un champignon. C'est donc le 2 octobre que se joue cette rencontre de la cinquième journée du championnat qui se conclut sur un match nul, zéro but à zéro.

#### Un automne plutôt mitigé: Journées 6 à 12
Les biterrois s'inclinent une nouvelle fois à l'extérieur lors de la dernière journée joué du mois d'août, en s'inclinant sur la plus petite des marges face au FC Sochaux-Montbéliard, avant de sombrer à domicile face au leader, le FC Metz sur le score de trois buts à un, puis sur la pelouse du LB Châteauroux sur le score de deux buts à zéro. Il se ressaisissent enfin lors de la 9e journée, en revenant au score un but partout face aux Chamois niortais grâce à un penalty de Ibrahim Sissoko, puis en allant chercher une belle victoire de prestige, trois buts à deux, sur la pelouse du Havre AC, avant d'être arrêté sur la pelouse de l'AJ Auxerroise sur le score de deux buts à zéro. Lors de la 12e journée, les biterrois s'imposent sur l'île de beauté, un but à zéro face au GFC Ajaccio.

#### Journées 13 à 19
Les héraultais débutent le mois de novembre par une nouvelle défaite face à un prétendant à la montée en Ligue 1, le FC Lorient, en s'inclinant un but à zéro dans le temps additionnel de la seconde période, avant d’enchaîner par une démonstration sur la pelouse du Red Star FC sur le score de trois buts à zéro, puis en tenant en échec le Valenciennes FC, un but partout. Les bitterois s'inclinent lors de la journée suivante sur la pelouse du Clermont Foot sur le score de deux buts à zéro, avant de sombrer à domicile contre le Grenoble Foot en s'inclinant sur le score de trois buts à zéro.

### Coupe de France
La coupe de France 2018-2019 est la 102e édition de la coupe de France, une compétition à élimination directe mettant aux prises les clubs de football amateurs et professionnels à travers la France métropolitaine et les DOM-TOM. Elle est organisée par la FFF et ses ligues régionales.
Les hommes de Mathieu Chabert ont un tirage à leur portée pour leur entrée en lice dans la compétition face au Canet Roussillon FC, modeste club de National 3. Cependant, la météo et l'état du terrain ont eu raison des professionnels qui se font surprendre par les amateurs sur le score de deux buts à un.

### Coupe de la Ligue
La Coupe de la Ligue 2017-2018 est la 24e édition de la Coupe de la Ligue, compétition à élimination directe organisée par la Ligue de football professionnel (LFP) depuis 1994, qui rassemble uniquement les clubs professionnels de Ligue 1, Ligue 2 et National. Depuis 2009, la LFP a instauré un nouveau format de coupe plus avantageux pour les équipes qualifiées pour une coupe d'Europe.
Alors que le club joué cette compétition pour la première fois, les biterrois ont une fois de plus fait honneur à leur couleur sur la pelouse de l'US Orléans, ne cédant que lors de la terrible séance de tirs au but après avoir pourtant ouvert le score par Ousmane Sidibé.

### Matchs officiels de la saison
Le tableau ci-dessous retrace les rencontres officielles jouées par le Avenir sportif Béziers durant la saison. Les buteurs sont accompagnés d'une indication sur la minute de jeu où est marqué le but et, pour certaines réalisations, sur sa nature (penalty ou contre son camp).
| Compétition       | Débute au tour | Place ou tour final | Matches joués | Gagnés | Nuls | Perdus | Buts pour | Buts contre | Différence |
| Ligue 2           | -              | -                   | 17            | 5      | 3    | 9      | 13        | 20          | -7         |
| Coupe de France   | 7e tour        | 7e tour             | 1             | 0      | 0    | 1      | 1         | 2           | -1         |
| Coupe de la ligue | 1er tour       | 1er tour            | 1             | 0      | 1    | 0      | 1         | 1           | +0         |
| Total             | -              | -                   | 19            | 5      | 4    | 10     | 15        | 23          | -8         |

## Joueurs et encadrement technique

### Encadrement technique
L'équipe est entraînée par Mathieu Chabert, entraîneur de 40 ans en poste depuis décembre 2015. Après une carrière de joueur en tant que Gardien de but durant laquelle il passe par le centre de formation de l'AS Saint-Etienne ainsi que par le FC Béziers, il débute en 2003 sa carrière d'entraîneur dans le même club au poste d’entraîneur adjoint. Après un rapide passage par le Béziers-Méditerranée Football Cheminots et l'AS Saint-Chinian il est recruté dans le staff du FC Sète pour entraîner les moins de 19 ans. De passage au PCAC Sète de janvier 2008 à juin 2009 où il évolue pour la première fois en CFA 2, il retourne chez le rival durant deux saisons avant de devenir l'entraineur de la réserve de l'ASB, puis l'adjoint de Xavier Collin avec qui il fait monter le club jusqu'en National avant de prendre sa relève en décembre 2015.
Son adjoint est Laurent Solsona qui après avoir fait ses armes avec les jeunes et l'équipe réserve a pris la place de Jean-Pascal Singla en janvier 2018. L'entraîneur des gardiens est Thierry Berthéas, présent dans le staff depuis 2015, près avoir effectué une carrière amateur en évoluant avec le FU Narbonne et l'AS Saint-Chinian.

### Effectif professionnel
Dans l'effectif professionnel de la saison 2018-2019, un seul joueur est issu du centre de formation du club.

### Statistiques individuelles
| Joueur            | Total |
| Robin Taillan     | 2     |
| Aboubakary Kanté  | 2     |
| Antoine Rabillard | 2     |
| Faycal Rherras    | 1     |
| Amir Nouri        | 1     |
| Junior Etou       | 1     |

| Joueur               | Total |
| Ibrahim Sissoko      | 3     |
| Aboubakary Kanté     | 3     |
| Amir Nouri           | 3     |
| Rayane Aabid         | 2     |
| Antoine Rabillard    | 2     |
| Alexandre Ramalingom | 1     |
| Ousmane Sidibé       | 1     |

## Aspects juridiques et économiques

### Structure juridique et organigramme
L'organigramme s'établit comme suit :
| Direction | Administratif                      | Sportif                                                                 |
| --- | ---------------------------------- | ----------------------------------------------------------------------- |
| Président : Gérard Rocquet Vice-Président : Gil Bessiere Vice-Président : Michel Touzelet Vice-Présidente : Stéphane Aguilar | Secrétaire général : David Blattes | Entraîneur : Mathieu Chabert Entraîneur des gardiens : Thierry Berthéas |

## Affluence et télévision

### Affluence
Le premier match de la saison à domicile est joué dans le Stade de la Mosson à Montpellier en attendant l'authorisation de jouer au Stade de la Méditerranée que doit attribué la LFP.
Affluence de l'Avenir sportif Béziers à domicile

### Retransmission télévisée
Cette saison en Ligue 2, les diffuseurs sont les mêmes que lors de la saison précédente, à savoir BeIN Sports et Canal+. La filiale du groupe Al Jazeera diffuse neuf rencontres par journées, dont huit matchs en multiplex le vendredi soir à vingt heures. Un neuvième est diffusé le samedi à quinze heures. Le dixième et dernier match se dispute le lundi soir à vingt heures trente, en direct sur Canal +.

## Équipe réserve et équipes de jeunes

### Équipe réserve
L’équipe réserve de l'Avenir sportif Béziers sert de tremplin vers le groupe professionnel pour les jeunes du centre de formation ainsi que de recours pour les joueurs de retour de blessure ou en manque de temps de jeu.
Elle évolue en Régional 1 lors de la saison 2018-2019.
| Rang | Équipe             | Pts | J | G | N | P | Bp | Bc | Diff |
| ---- | ------------------ | --- | - | - | - | - | -- | -- | ---- |
| 1    | AS Béziers rés.    | 21  | 7 | 7 | 0 | 0 | 16 | 0  | +16  |
| 2    | Luzenac AP R       | 15  | 7 | 5 | 0 | 2 | 17 | 2  | +15  |
| 3    | FC Stéphanois      | 14  | 7 | 4 | 2 | 1 | 15 | 7  | +8   |
| 4    | FC Albères-Argelès | 12  | 7 | 3 | 3 | 1 | 11 | 8  | +3   |

- Promu en National 3
- R : Relégué de National 3

Le tableau suivant liste les matchs de l'équipe réserve de l'AS Béziers.

### Équipe de jeunes
L'Avenir sportif Béziers aligne plusieurs équipes de jeunes dans les championnats départementaux et régionaux.  Parmi ces équipes de jeunes, l'équipe des mois de 19 ans participe à deux compétitions majeures, le championnat national des moins de 19 ans et la Coupe Gambardella 2018-2019.
| Rang | Équipe                 | Pts | J  | G | N | P | Bp | Bc | Diff |
| ---- | ---------------------- | --- | -- | - | - | - | -- | -- | ---- |
| 7    | Castelnau Le Crès FC   | 22  | 14 | 7 | 1 | 6 | 35 | 22 | +13  |
| 8    | AC Ajaccien            | 16  | 13 | 4 | 4 | 5 | 16 | 19 | -3   |
| 9    | SC Toulon              | 16  | 14 | 4 | 4 | 6 | 18 | 28 | -10  |
| 10   | AS Béziers P           | 13  | 14 | 4 | 1 | 9 | 20 | 33 | -13  |
| 11   | Olympique de Marseille | 13  | 13 | 3 | 4 | 6 | 24 | 21 | +3   |
| 12   | SC Bastia P            | 12  | 13 | 3 | 3 | 7 | 22 | 38 | -16  |
| 13   | AS Cannes P            | 12  | 14 | 3 | 3 | 8 | 13 | 30 | -17  |

- Relégué en Régional 1.
- P : Promu de Division d'Honneur.